# 21738 Schwank
A 21738 Schwank (ideiglenes jelöléssel 1999 RB153) a Naprendszer kisbolygóövében található aszteroida. A LINEAR projekt keretében fedezték fel 1999. szeptember 9-én.